# Orbitestella similis
Orbitestella similis is een slakkensoort uit de familie van de Orbitestellidae. De wetenschappelijke naam van de soort is voor het eerst geldig gepubliceerd in 1992 door Rolán & Rubio.